# Distrito de Bar-le-Duc
El distrito de Bar-le-Duc es un distrito (en francés arrondissement) de Francia, que se localiza en el departamento de Mosa (en francés Meuse), de la région de Lorena. Cuenta con 9 cantones y 109 comunas.

## División territorial

### Cantones
Los cantones del distrito de Bar-le-Duc son:
1. Cantón de Ancerville
2. Cantón de Bar-le-Duc-Nord
3. Cantón de Bar-le-Duc-Sud
4. Cantón de Ligny-en-Barrois
5. Cantón de Montiers-sur-Saulx
6. Cantón de Revigny-sur-Ornain
7. Cantón de Seuil-d'Argonne
8. Cantón de Vaubecourt
9. Cantón de Vavincourt

### Comunas
| 1. Ancerville (55010)             | 2. Andernay (55011)                | 3. Aulnois-en-Perthois (55015)      | 4. Autrécourt-sur-Aire (55017)      |
| 5. Bar-le-Duc (55029)             | 6. Baudonvilliers (55031)          | 7. Bazincourt-sur-Saulx (55035)     | 8. Beaulieu-en-Argonne (55038)      |
| 9. Beausite (55040)               | 10. Behonne (55041)                | 11. Beurey-sur-Saulx (55049)        | 12. Biencourt-sur-Orge (55051)      |
| 13. Le Bouchon-sur-Saulx (55061)  | 14. Brabant-le-Roi (55069)         | 15. Brauvilliers (55075)            | 16. Brillon-en-Barrois (55079)      |
| 17. Brizeaux (55081)              | 18. Bure (55087)                   | 19. Chanteraine (55358)             | 20. Chardogne (55101)               |
| 21. Chaumont-sur-Aire (55108)     | 22. Combles-en-Barrois (55120)     | 23. Contrisson (55125)              | 24. Courcelles-sur-Aire (55128)     |
| 25. Cousances-les-Forges (55132)  | 26. Couvertpuis (55133)            | 27. Couvonges (55134)               | 28. Dammarie-sur-Saulx (55144)      |
| 29. Fains-Véel (55186)            | 30. Foucaucourt-sur-Thabas (55194) | 31. Fouchères-aux-Bois (55195)      | 32. Givrauval (55214)               |
| 33. Guerpont (55221)              | 34. Géry (55207)                   | 35. Haironville (55224)             | 36. Les Hauts-de-Chée (55123)       |
| 37. Hévilliers (55246)            | 38. Ippécourt (55251)              | 39. Juvigny-en-Perthois (55261)     | 40. Laheycourt (55271)              |
| 41. Laimont (55272)               | 42. Lavincourt (55284)             | 43. Lavoye (55285)                  | 44. Ligny-en-Barrois (55291)        |
| 45. Lisle-en-Barrois (55295)      | 46. Lisle-en-Rigault (55296)       | 47. Loisey-Culey (55298)            | 48. Longeaux (55300)                |
| 49. Longeville-en-Barrois (55302) | 50. Louppy-le-Château (55304)      | 51. Mandres-en-Barrois (55315)      | 52. Maulan (55326)                  |
| 53. Menaucourt (55332)            | 54. Mognéville (55340)             | 55. Montiers-sur-Saulx (55348)      | 56. Montplonne (55352)              |
| 57. Morley (55359)                | 58. Ménil-sur-Saulx (55335)        | 59. Naives-Rosières (55369)         | 60. Naix-aux-Forges (55370)         |
| 61. Nant-le-Grand (55373)         | 62. Nant-le-Petit (55374)          | 63. Nantois (55376)                 | 64. Nançois-sur-Ornain (55372)      |
| 65. Nettancourt (55378)           | 66. Neuville-sur-Ornain (55382)    | 67. Noyers-Auzécourt (55388)        | 68. Nubécourt (55389)               |
| 69. Pretz-en-Argonne (55409)      | 70. Raival (55442)                 | 71. Rancourt-sur-Ornain (55414)     | 72. Rembercourt-Sommaisne (55423)   |
| 73. Remennecourt (55424)          | 74. Resson (55426)                 | 75. Revigny-sur-Ornain (55427)      | 76. Ribeaucourt (55430)             |
| 77. Robert-Espagne (55435)        | 78. Rumont (55446)                 | 79. Rupt-aux-Nonains (55447)        | 80. Saint-Amand-sur-Ornain (55452)  |
| 81. Salmagne (55466)              | 82. Saudrupt (55470)               | 83. Savonnières-devant-Bar (55476)  | 84. Savonnières-en-Perthois (55477) |
| 85. Seigneulles (55479)           | 86. Seuil-d'Argonne (55517)        | 87. Silmont (55488)                 | 88. Sommeilles (55493)              |
| 89. Sommelonne (55494)            | 90. Stainville (55501)             | 91. Tannois (55504)                 | 92. Les Trois-Domaines (55254)      |
| 93. Tronville-en-Barrois (55519)  | 94. Trémont-sur-Saulx (55514)      | 95. Val-d'Ornain (55366)            | 96. Vassincourt (55531)             |
| 97. Vaubecourt (55532)            | 98. Vavincourt (55541)             | 99. Velaines (55543)                | 100. Ville-sur-Saulx (55568)        |
| 101. Villers-aux-Vents (55560)    | 102. Villers-le-Sec (55562)        | 103. Villotte-devant-Louppy (55569) | 104. Waly (55577)                   |
| 105. Willeroncourt (55581)        | 106. Èvres (55185)                 | 107. Érize-Saint-Dizier (55178)     | 108. Érize-la-Brûlée (55175)        |
| 109. Érize-la-Petite (55177)      |                                    |                                     |                                     |